# Sean Pierson
Sean Ian Pierson (Toronto, 10 de março de 1976) é um lutador canadense de artes marciais mistas, atualmente compete no Peso Meio Médio do Ultimate Fighting Championship.

## Carreira no MMA

### Bellator MMA
Pierson era esperado pra competir no Torneio de Meio Médios da Segunda Temporada, mas foi obrigado a se retirar do torneio com uma lesão. Ele era esperado para fazer a primeira luta contra o lutador nativo de Illinois, Dan Hornbuckle. A luta aconteceria no Bellator 15.

### Ultimate Fighting Championship
Após TJ Waldburger ter que se retirar de sua luta contra Matthew Riddle no UFC 124 devido à uma lesão, foi anunciado em 27 de Outubro que Pierson havia assinado com o UFC para substituí-lo. Após dominar Riddle durante os três rounds, Pierson venceu por decisão unânime (30–27, 30–27, 30–27). A luta foi chamada por Dana White de real Luta da Noite.
Pierson era esperado para enfrentar Brian Foster em 30 de Abril de 2011 no UFC 129. Porém, Foster foi forçado a se retirar da luta com uma lesão, e foi substituído por Jake Ellenberger. Pierson perdeu para Ellenberger por nocaute no primeiro round após ser acertado com um contragolpe de direita.
Pierson enfrentou Dong Hyun Kim em 30 de Dezembro de 2011 no UFC 141. Pierson foi derrotado por Kim por decisão unânime (30-27, 30-27, 30-27).
Pierson derrotou Jake Hecht por decisão unânime em 8 de Junho de 2012 no UFC on FX: Johnson vs. McCall.
Pierson era esperado para enfrentar Dan Miller em 22 de Setembro de 2012 no UFC 152. Porém, Miller teve que se retirar da luta após receber notícias sobre o transplante de rim do seu filho e foi substituído por Lance Benoist. Pierson derrotou Benoist por decisão unânime.
Pierson era esperado para enfrentar Rick Story em 16 de Março de 2013 no UFC 158. Porém, ele foi forçado a se retirar da luta com uma lesão e foi substituído por Quinn Mulhern.
Pierson era esperado para enfrentar TJ Waldburger em 15 de Junho de 2013 no UFC 161. Porém, Waldburger foi retirado do evento e substituído por Kenny Robertson. Apesar de ser atordoado no terceiro round, Pierson venceu a luta por decisão majoritária.

## Cartel no MMA
| Cartel no MMA   |             |            |
| 20 lutas        | 14 vitórias | 6 derrotas |
| Por nocaute     | 6           | 3          |
| Por finalização | 4           | 1          |
| Por decisão     | 4           | 2          |

| Res.    | Cartel | Oponente           | Método                                       | Evento                              | Data       | Round | Tempo | Local                 | Notas |
| ------- | ------ | ------------------ | -------------------------------------------- | ----------------------------------- | ---------- | ----- | ----- | --------------------- | ----- |
| Vitória | 14–6   | Kenny Robertson    | Decisão (majoritária)                        | UFC 161: Evans vs. Henderson        | 15/06/2013 | 3     | 5:00  | Winnipeg, Manitoba    |       |
| Vitória | 13–6   | Lance Benoist      | Decisão (unânime)                            | UFC 152: Jones vs. Belfort          | 22/09/2012 | 3     | 5:00  | Toronto, Ontario      |       |
| Vitória | 12–6   | Jake Hecht         | Decisão (unânime)                            | UFC on FX: Johnson vs. McCall       | 08/06/2012 | 3     | 5:00  | Sunrise, Florida      |       |
| Derrota | 11–6   | Dong Hyun Kim      | Decisão (unânime)                            | UFC 141: Lesnar vs. Overeem         | 30/12/2011 | 3     | 5:00  | Las Vegas, Nevada     |       |
| Derrota | 11–5   | Jake Ellenberger   | Nocaute (socos)                              | UFC 129: St. Pierre vs. Shields     | 30/04/2011 | 1     | 2:42  | Toronto, Ontario      |       |
| Vitória | 11–4   | Matthew Riddle     | Decisão (unânime)                            | UFC 124: St. Pierre vs. Koscheck II | 11/12/2010 | 3     | 5:00  | Montreal, Quebec      |       |
| Vitória | 10–4   | Ricky Goodall      | Nocaute Técnico (socos)                      | W-1 New Ground                      | 23/10/2010 | 1     | 1:44  | Halifax, Nova Scotia  |       |
| Vitória | 9–4    | Fabio Holanda      | Nocaute (socos)                              | Wreck MMA: Fight for the Troops     | 12/12/2009 | 1     | 1:41  | Gatineau, Quebec      |       |
| Vitória | 8–4    | Jason Rorison      | Nocaute Técnico (socos e joelhadas no corpo) | Ringside MMA: Rage Fighting         | 22/08/2009 | 1     | 3:57  | Montreal, Quebec      |       |
| Vitória | 7–4    | Iraj Hadin         | Nocaute Técnico (socos)                      | W-1 MMA 2: Unplugged                | 13/06/2009 | 1     | 2:55  | Gatineau, Quebec      |       |
| Vitória | 6–4    | Jacob MacDonald    | Finalização (socos)                          | TKO 35: Quenneville vs Hioki        | 03/10/2008 | 1     | 1:45  | Montreal, Quebec      |       |
| Derrota | 5–4    | Jesse Bongfeldt    | Nocaute Técnico (socos)                      | HCF: Unfinished Business            | 21/07/2007 | 2     | 4:41  | Alberta               |       |
| Vitória | 5–3    | Chester Post       | Nocaute Técnico (socos)                      | TKO: MMA 2007 Tourney               | 17/03/2007 | 1     | 1:52  | Victoriaville, Quebec |       |
| Derrota | 4–3    | Steve Vigneault    | Decisão (unânime)                            | TKO 13: Ultimate Rush               | 06/09/2003 | 3     | 5:00  | Montreal, Quebec      |       |
| Vitória | 4–2    | Mark Colangelo     | Finalização (chave de braço)                 | UCC 10: Battle for the Belts 2002   | 15/06/2002 | 1     | 4:19  | Gatineau, Quebec      |       |
| Derrota | 3–2    | John Alessio       | Nocaute (chute na cabeça)                    | UCC 7: Bad Boyz                     | 25/01/2002 | 2     | 1:14  | Montreal, Quebec      |       |
| Vitória | 3–1    | Ali Nestor Charles | Finalização (chave de calcanhar)             | UCC 3: Battle for the Belts         | 27/01/2001 | 1     | 2:09  | Sherbrooke, Quebec    |       |
| Derrota | 2–1    | Chad Saunders      | Finalização (chave de calcanhar)             | IFC: Warriors Challenge 8           | 14/06/2000 | 1     | 1:11  | Friant, California    |       |
| Vitória | 2–0    | Steve Vigneault    | Nocaute Técnico (socos)                      | IFC: Battleground 2000              | 22/01/2000 | 1     | 1:17  | Kahnawake, Quebec     |       |
| Vitória | 1–0    | Steve Vigneault    | Nocaute Técnico (socos)                      | IFC: Montreal Cage Combat           | 09/10/1999 | 1     | 1:07  | Montreal, Quebec      |       |